# Parasemia syfanica
Parasemia syfanica là một loài bướm đêm thuộc phân họ Arctiinae, họ Erebidae.